# 佐藤文哉
佐藤 文哉（さとう ふみや、1936年（昭和11年）2月21日 - 2006年（平成18年）6月21日）は、日本の裁判官。弁護士。元仙台高等裁判所長官。位階は正三位。

## 来歴
東京都生まれ。1960年（昭和35年）判事補任官。静岡家裁、前橋地裁各所長、東京高裁判事部総括等を経て、1999年（平成11年）仙台高裁長官に就任。1964年サザン・メソディスト大学ロースクール修了
2001年（平成13年）に定年退官し、弁護士登録。その後、帝京大学教授、学習院大学法科大学院教授等を務め、2006年（平成18年）の春の叙勲で瑞宝重光章を受章。死後、正三位に叙された。

## 略歴
- 1957年（昭和32年） 国家公務員採用上級試験（法律）合格
- 1957年（昭和32年） 司法試験第二次試験合格
- 1958年（昭和33年） 東京大学法学部卒業
- 1960年（昭和35年）4月7日 司法修習終了
- 1960年（昭和35年）4月8日 東京地方裁判所判事補兼東京家庭裁判所判事補
- 1965年（昭和40年）5月1日 秋田地方裁判所判事補兼秋田家庭裁判所判事補
- 1968年（昭和43年）4月1日 仙台高等裁判所秋田支部判事職務代行
- 1968年（昭和43年）7月20日 最高裁判所事務総局刑事局付
- 1971年（昭和46年）3月31日 旭川地方裁判所判事兼旭川家庭裁判所判事
- 1972年（昭和47年）4月1日 旭川地方裁判所判事部総括兼旭川家庭裁判所判事
- 1974年（昭和49年）4月10日 東京地方裁判所判事
- 1977年（昭和52年）4月1日 最高裁判所裁判所調査官
- 1982年（昭和57年）4月1日 東京地方裁判所判事部総括
- 1989年（平成元年）5月12日 静岡家庭裁判所長
- 1991年（平成3年）11月11日 前橋地方裁判所長
- 1993年（平成5年）11月4日 東京高等裁判所判事部総括
- 1999年（平成11年）8月16日 仙台高等裁判所長官
- 2001年（平成13年）2月20日 定年退官
- 2001年（平成13年）4月18日 弁護士登録（第一東京弁護士会）
- 2001年（平成13年） 帝京大学教授
- 2002年（平成14年） 学習院大学特別客員教授
- 2004年（平成16年） 学習院大学法科大学院教授
- 2006年（平成18年）4月29日 瑞宝重光章を受章
- 2006年（平成18年）6月21日 死去。叙正三位

## 著書
- 『自動車事故の法律知識――過失の認定刑事責任』（育英堂、1963年）
- 『刑事裁判実務大系 第3巻 風俗営業・売春防止』（編著、青林書院、1994年）
- 『新実例刑法 総論』（大塚仁と共編著、青林書院、2001年）
- 『大コンメンタール刑法 第10巻〔第2版〕』（大塚仁、河上和雄、古田佑紀と共編著、青林書院、2006年）